# Katharina-Kapelle

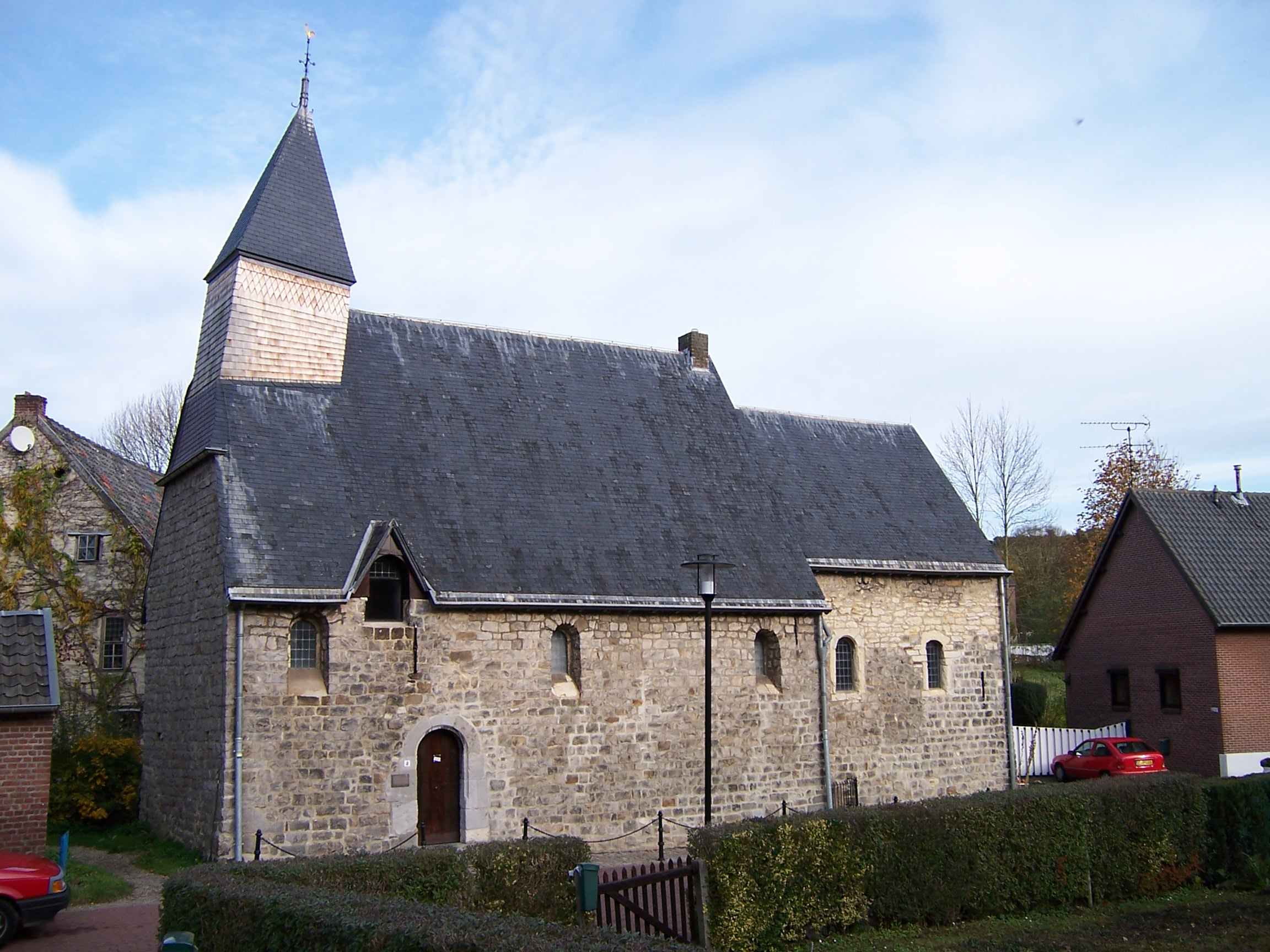
Kapelle von Süden

Die St. Katharinenkapelle im Ort Lemiers ist eine römisch-katholische Saalkirche im romanischen Stil. Sie liegt im niederländischen Teil des deutsch-niederländischen Doppelortes Lemiers und gehört damit zur Gemeinde Vaals in der Region Südlimburg in der Provinz Limburg.

## Geschichte

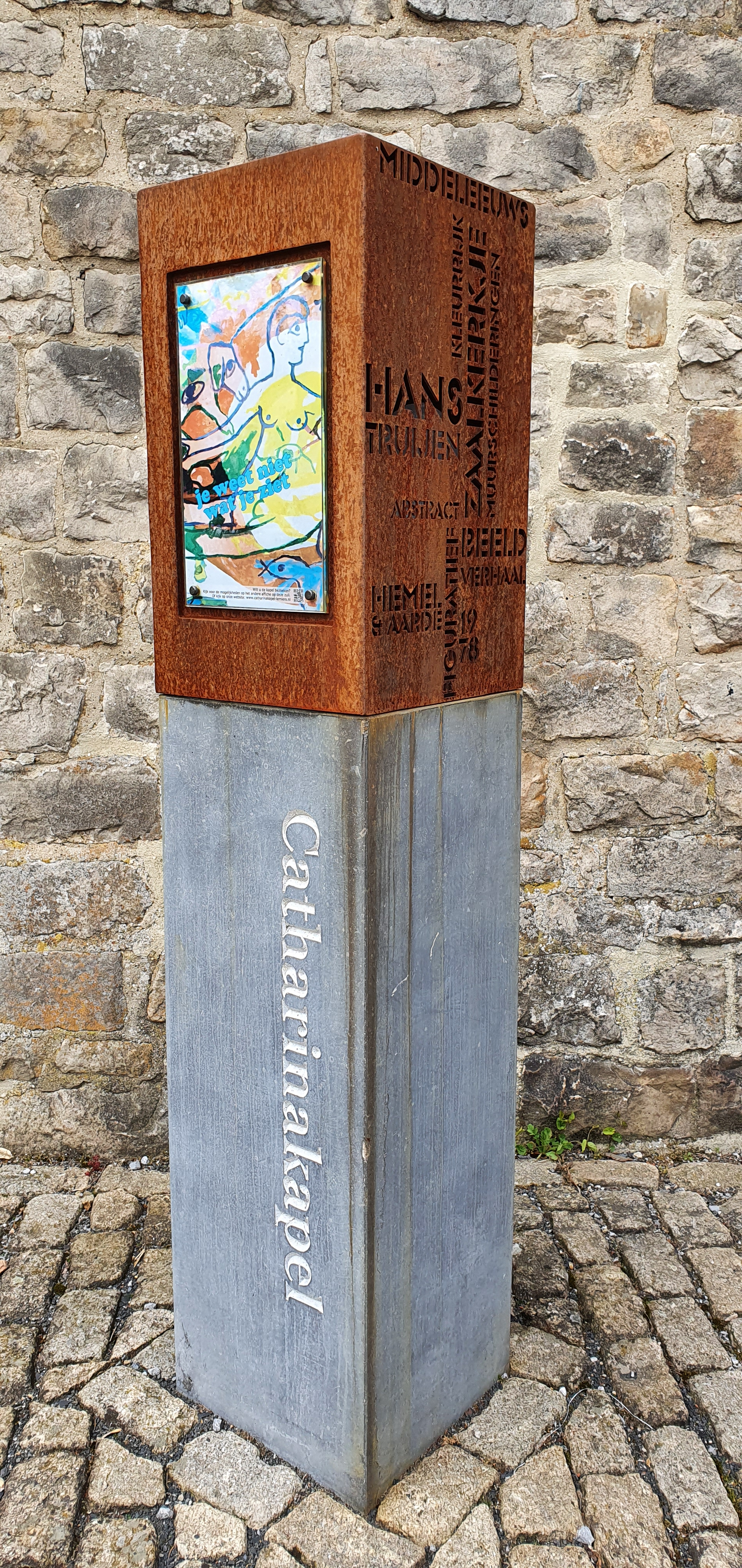
Stele an der Kapelle, gestaltet nach Motiven von Hans Truijen (April 2021)

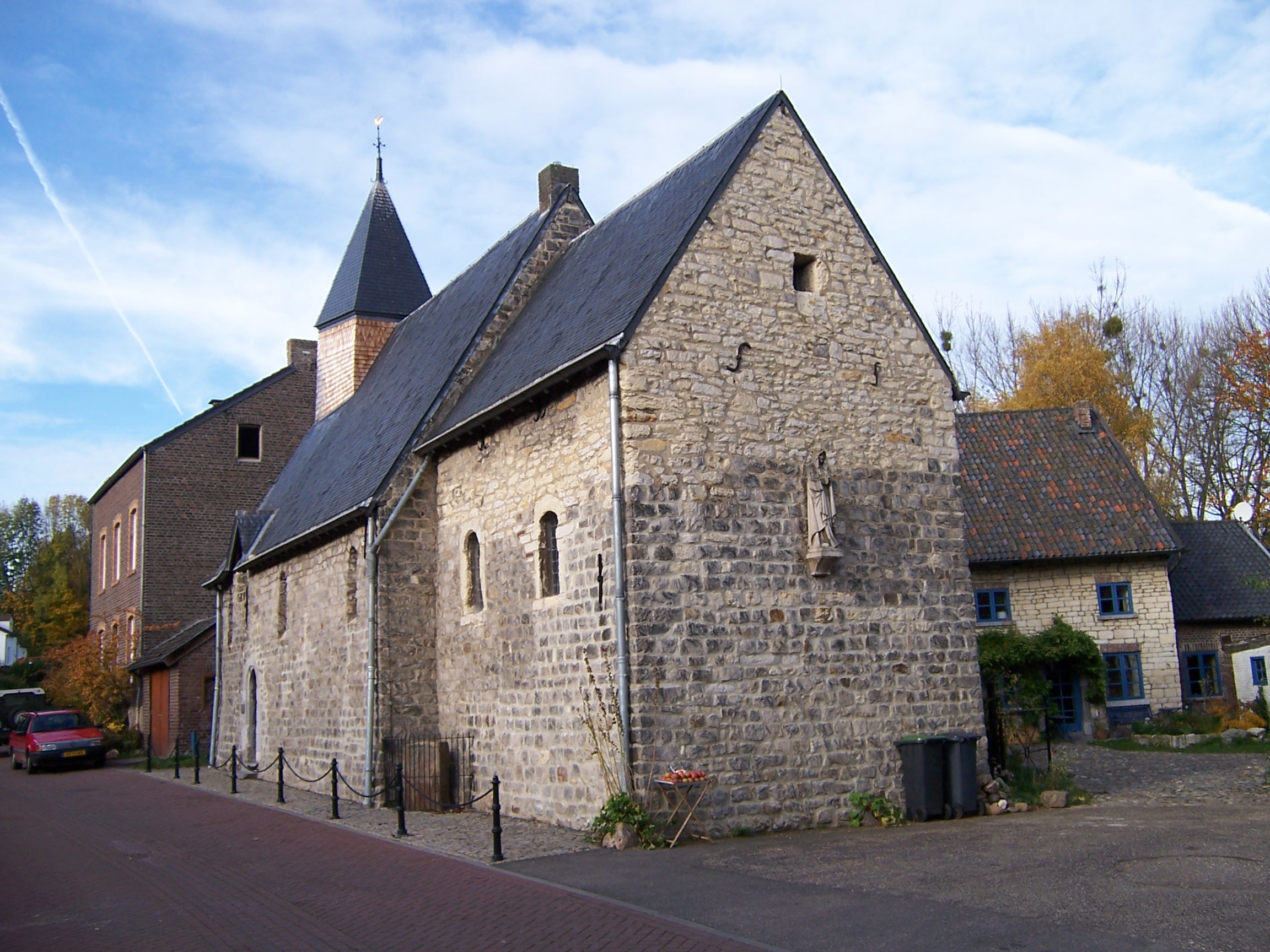
Rückseite mit Statue der heiligen Maria

Die Kapelle in Oud-Lemiers, dem älteren Teil des Ortes, gehört zu den ältesten Kirchen der Niederlande. Der Vorläufer der Catharinakapel war eine Castralia Capella (Schlosskapelle) Karls des Großen. Das heutige Gebäude stammt aus dem Jahr 1100 und wurde um 1350 der Heiligen Jungfrau und Märtyrerin Katharina von Alexandrien geweiht. Unter dem Chor befindet sich das ehemalige Grabgewölbe, in dem die sterblichen Überreste der Nachbarherren Willem van Eys Beusdaal (1638), Georg von Stucken (1666), Kaspar Joseph von Fürth (1783) und Anton von Pelser-Berenberg (1861) ruhten. Bis in den Anfang des 20. Jahrhunderts wurde das Gebäude mehrfach renoviert und ergänzt.
1879 wurde die Kapelle zur Rektoratskirche erhoben. 1896 wurde sie aufgrund der Indienstnahme der neuen St.-Katharina-und-Lucia-Kirche (Sint-Catharina en Luciakerk) im Ortszentrum am Rijksweg vollständig stillgelegt. Nach der letzten großen Restaurierung in den Jahren 1896 und 1897 durch Pierre Cuypers erfolgten 1921 weitere Reparaturarbeiten, ebenso 1928 unter Leitung von Willem Sprenger. Bei dieser Gelegenheit wurde der größte Teil des Inventars in die neue Kirche verlegt. In den Jahren 2017 und 2018 erfolgte eine weitere Restaurierung.
Die Kapelle bzw. die ehemalige Rektoratskirche gehört zum Dekanat (Kirchenverband) Gulpen und steht als Rijksmonument unter Denkmalschutz; als Nationaldenkmal trägt sie die Nummer 36676 Code: 6295AT-00016-01.

## Baubeschreibung

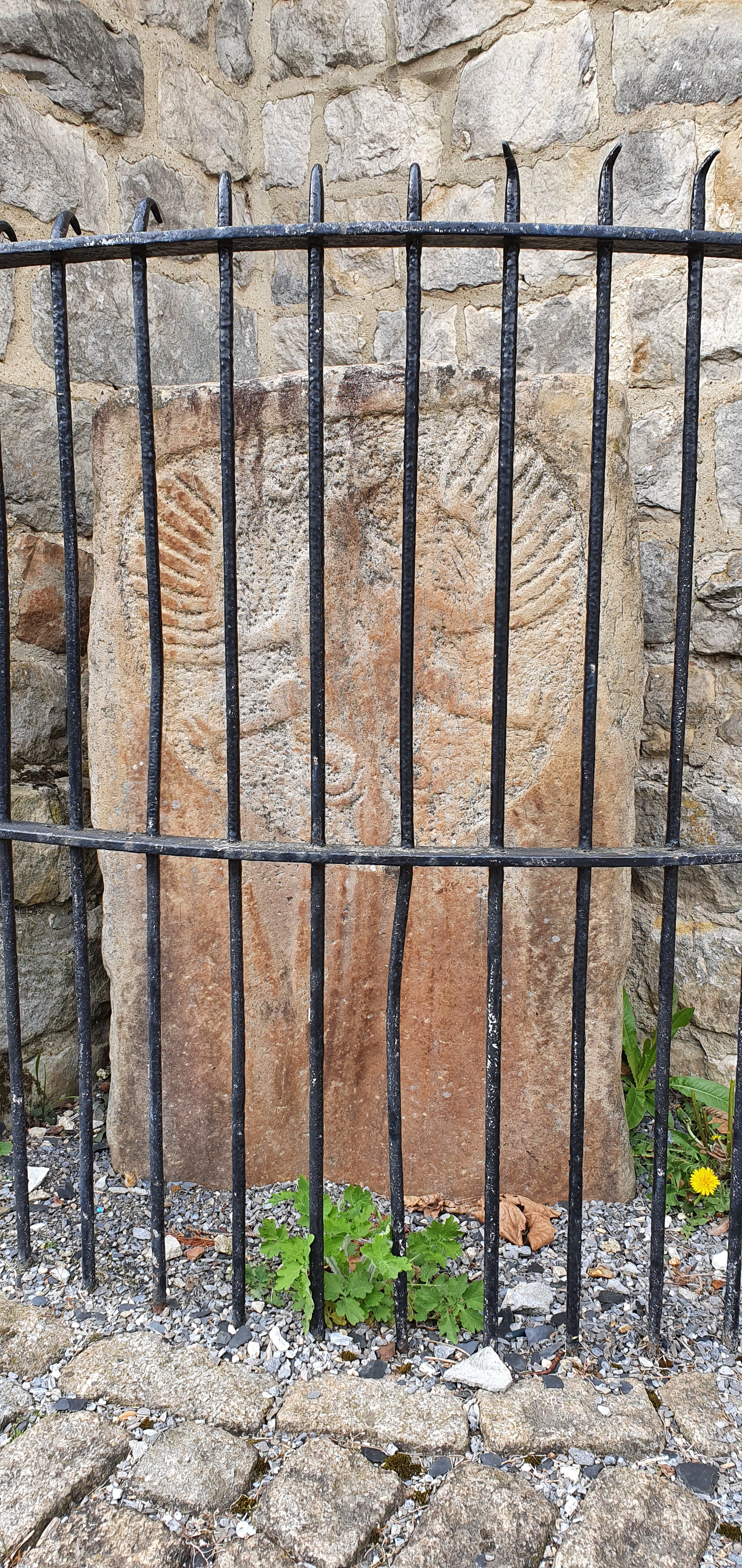
Grenzstein (Adlerstein) mit Doppeladler

Die einschiffige Kapelle ist erbaut aus Bruchstein und gedeckt mit Schiefer. An der Südfassade befindet sich ein Grenzstein/Adlerstein des früheren Aachener Reichs mit Doppeladler. An der Chorseite im rückwärtigen Teil des Baus ist eine Marienstatue angebracht. Ein kleiner Glockenturm mit einer Glocke aus dem 14. Jahrhundert krönt das Dach.

### Moderne Ausmalung
Hans Truijen erhielt 1976 den Auftrag, den Innenraum dieses frühesten Beispiels romanischer Architektur auszumalen. Bei der Restaurierung 1977 ließ Truijen das Innere als Malgrund weiß streichen und brachte dann mithilfe seiner Frau Atty und Sohn Marc seine freie Interpretation der biblischen Erzählung an den Wänden und im Gewölbe an. Die Gemälde sind voll von Anspielungen, wie eine fließende Verschmelzung von Himmel und Erde. Spontan entstandene Bilder zeigen zum Beispiel Moses, David als König, Jesus der auf dem Wasser geht, Petrus, den Tod am Kreuz, Adam und Eva und vieles andere. Die Gemälde von Lemiers werden auch als ein Versuch angesehen, Volkskunst und moderne Kunst zu versöhnen, den unter anderem Kokoschka, Kandinsky und Campendonk bereits zu Beginn des 20. Jahrhunderts unternommen hatten.
Aufgrund eines großen Feuchtigkeitsproblems ist das Gemälde teilweise beschädigt. Bedingt durch die Feuchtwiesen des benachbarten Senserbachs steht der Kirchenbau teilweise im Wasser. Eine Schätzung für die Gesamtrestaurierung liegt bei weit über 100.000 Euro.